# Trinomys myosuros
Trinomys myosuros — вид гризунів родини щетинцевих, що займає ліси на захід від прибережних гірських хребтів в штатах Баїя і Мінас-Жерайс, Бразилія. 

## Загрози та охорона
Серйозних загроз для виду нема, хоча збезлісення і перетворення лісів у площі для сільського господарства і пасовищ серйозно зменшує Атлантичні ліси і, як підозрюється, скорочує населення цього голчастого щура. Зустрічається в кількох охоронних районах.